# Gerulf Pannach
Gerulf Pannach (* 24. Juni 1948 in Arnsdorf; † 3. Mai 1998 in Berlin) war ein deutscher Liedermacher und Texter.

## Leben
Nach dem Abitur und der Ableistung des Wehrdienstes bei der NVA begann Pannach ein Jurastudium in Halle, das er allerdings abbrach. Zwischen 1970 und 1971 war er Referent im Kabinett für Kulturarbeit der Stadt Leipzig und arbeitete mit der Klaus Renft Combo, kurz Renft, zusammen. Seit 1972 war er als freischaffender Künstler tätig. In dieser Zeit entwickelte er auch Kontakte und Freundschaften zu regimekritischen Sängern und Schriftstellern. So trat er 1974 gemeinsam mit Christian Kunert auf und war ein Freund des Schriftstellers Jürgen Fuchs, mit dem er ebenfalls auftrat.
Es folgten Auftrittsverbote bzw. befristete Spielerlaubnisse, und ihm war nur noch der Auftritt bei inoffiziellen Veranstaltungen möglich. Im November 1976 unterzeichnete er die Protesterklärung gegen die Ausbürgerung von Wolf Biermann, Am 21. November 1976 wurde er auf dem Alexanderplatz in Ost-Berlin vom MfS verhaftet. Zusammen mit Christian Kunert und Jürgen Fuchs, der schon zwei Tage zuvor aus dem Auto des Regimekritikers Robert Havemann heraus verhaftet worden war, wurde Pannach in das zentrale Untersuchungsgefängnis der Staatssicherheit in Berlin-Hohenschönhausen gebracht. Nach neun Monaten der Verhöre wurden alle drei Künstler am 26. August 1977 ohne Prozess aus dem Gefängnis entlassen, ausgebürgert und nach West-Berlin ausgewiesen.
In der Folge lebte Pannach in West-Berlin, trat gemeinsam mit Biermann auf, arbeitete mit Christian Kunert zusammen und betätigte sich als Textautor und Schauspieler in Film und Theater. 1986 spielte Pannach die Hauptrolle in dem Spielfilm Vaterland des britischen Regisseurs Ken Loach. Am 12. November 1989 gehörten Pannach und Kunert zu den wenigen Musikern aus der DDR, die am Konzert für Berlin in der Berliner Deutschlandhalle teilnahmen. Nach der Wende konnte er am 2. Dezember 1989 gemeinsam mit anderen ausgewiesenen Künstlern erneut in der DDR auftreten.
Pannach starb am 3. Mai 1998 in Berlin im Alter von 49 Jahren an Nierenkrebs. Der Verdacht, sein Tod sei darauf zurückzuführen, dass ihn das MfS als Häftling Röntgenstrahlung ausgesetzt habe, konnte bisher nicht bewiesen werden.
Seine Frau Amrei Pannach war eine Tochter des Literaturwissenschaftlers Rolf Recknagel. Sie starb am 2. April 2019 in Berlin.
Gerulf Pannachs Nachlass befindet sich im Archiv der DDR-Opposition bei der Robert-Havemann-Gesellschaft.
Seine musikalischen Spuren in Berlin sammelt das Projekt RockinBerlin.

## Werk
Am bekanntesten waren wohl seine für Renft geschriebenen Lieder Apfeltraum und Als ich wie ein Vogel war. Charakteristisch für Pannach sind etwa folgende Liedzeilen:
Mensch, wir werden fett gefüttert.

Mit Kampagnen immer neu.

Und ich krieg das große Kotzen.

Mensch, ich fraß schon massig Heu.
aus Überholen ohne einzuholen
Pannach ist mit seinen Texten und Liedern ein Beispiel für jene Künstler und Oppositionellen, die im Kalten Krieg zwischen die Fronten gerieten, als Grenzgänger in Ost und West wenig Freunde fanden und unter einem seltsamen deutsch-deutschen Exil litten. Dafür stehen seine kurz nach der Zwangsausbürgerung entstandenen Zeilen:
Ob im Osten oder Westen

wo man ist, ist's nie am besten

suche, Seele suche

fluche, Seele, fluche.
nach dem Gedicht Weiter immer weiter des von den Nationalsozialisten ermordeten Dichters Erich Mühsam.

## Ehrungen
Im November 2008 wurde am Kulturhaus „Sonne“ in Schkeuditz, dem Ort, wo Pannach seine Kindheit und Jugend verbrachte, eine Gedenktafel für ihn enthüllt.

## Diskografie

### Alben
- Fuchs, Pannach, Kunert: Für uns, die wir noch hoffen (CBS, 1977)
- Pannach und Kunert live in Schweden: Sånger mot Rädslan (1978)
- Pannach und Kunert (CBS, 1979)
- Pannach und Kunert: Fluche Seele, fluche (MOOD Records 1981 / als CD bei Nebelhorn/Buschfunk, 1996)
- Pannach und Kunert live: Pretty Woman guck nicht so! (Bluesong, 1991)
- Gerulf Pannach: Yorck 17 (BMG Ariola, 1996)
- Pannach und Kunert: Gib mir 'ne Hand voll Glück. Live 1977–1993 (Buschfunk, 2000)
- Für uns, die wir noch hoffen. Lieder von Gerulf Pannach & Christian Kunert. Prosa von Jürgen Fuchs. Leipzig 1976, West-Berlin 1977. Herausgegeben von Doris Liebermann und Bodo Strecke. Hörbuch, 3 CDs (Marktkram, 2013)

## Film
- Fatherland (Vaterland), 1986, Regie: Ken Loach
- Für die Liebe noch zu mager?, 1973, Regie: Bernhard Stephan,  Soundtrack zum Film mit den Titeln Was machen die Leute, wenn sie keine Fahne tragen und Als ich wie ein Vogel war